# Cap des Palmes
Le cap des Palmes (en anglais : Cape Palmas) est un promontoire qui s'avance dans l'océan Atlantique à l'extrême sud du Liberia, en Afrique de l'Ouest. Le cap proprement dit se compose d'une petite péninsule rocheuse longue de 1,2 kilomètre, reliée au continent par un isthme sableux. Il marque la limite occidentale du golfe de Guinée, selon l’Organisation hydrographique internationale.

## Géographie
Immédiatement à l'ouest de la péninsule se trouve l'estuaire du fleuve Hoffman. A 21 km à l'est, le fleuve Cavally, qui marque la frontière entre le Liberia et la Côte d'Ivoire, se jette dans l'océan. La ville de Harper, qui se trouve au bord de l'estuaire du Hoffman, est souvent désignée dans la région par le nom de « Cape Palmas ».
Depuis la mer, plusieurs points de repère sont visibles sur le cap des Palmes. Au large de l'estuaire du fleuve Hoffman se trouve la petite île Russwurm, de forme oblongue — elle porte le nom du premier gouverneur de la République du Maryland, John Brown Russwurm. Cette île est reliée à la péninsule par un brise-lames. Un phare signale la présence de nombreux hauts-fonds dans la zone marine environnante. Bien visible du large, un bâtiment blanc surmonté d'un énorme globe doré est le siège d'une loge maçonnique de la ville de Harper.

## Histoire
En 1458, Henri le Navigateur charge le capitaine Diogo Gomes (1440-1482) d'une expédition de découverte, de commerce, y compris la recherche d'esclaves, qui le conduit avec son équipage le long de la côte de l'Afrique de l'Ouest jusqu'au point où elle commence à s'orienter définitivement vers l'est, au début du golfe de Guinée. Gomes nomme ce point géographique caractéristique Cabo das Palmas, en français cap des Palmes. Le fleuve qu'il nomme Rio das Palmas s'appelle aujourd'hui Hoffman.

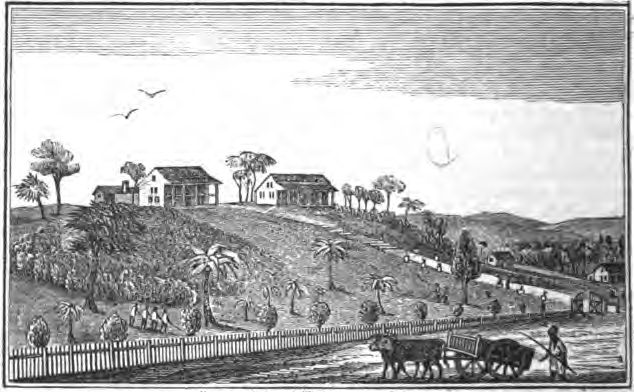
Mission du cap des Palmes en 1840

En décembre 1831, l'assemblée législative de l'État américain du Maryland vote l'attribution d'une somme de 10 000 dollars pour 26 ans afin de transporter gratuitement des Noirs libres et d'anciens esclaves des États-Unis en Afrique. La Maryland State Colonization Society est créée à cet effet.

À l'origine branche de l’American Colonization Society, qui fonde le Liberia en 1822, la Maryland State Colonization Society décide d'établir sa propre colonie qui peut accueillir ses émigrants et la baptise « Maryland-In-Africa » le 12 février 1834. Avec le cap des Palmes comme point central, la colonie reçoit le statut d'État le 2 février 1841, puis l'indépendance le 29 mai 1854. Le 18 mars 1857, l'État du Maryland est rattaché au Liberia, après la signature d'un traité d'annexion avec la République du Liberia.

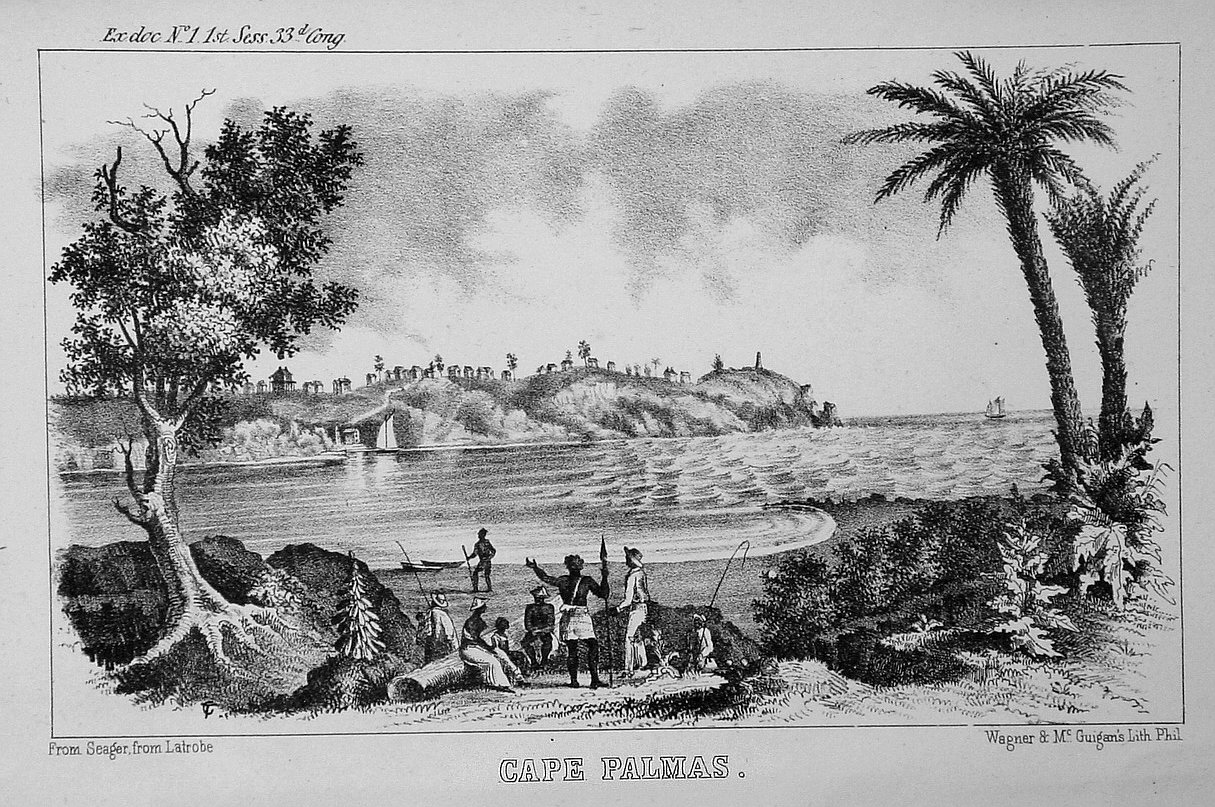
La cap des Palmes : gravure de 1853

## Source
- (en) Cet article est partiellement ou en totalité issu de l’article de Wikipédia en anglais intitulé « Cape Palmas » (voir la liste des auteurs).